# 晏玉琮
晏 玉琮（あん ぎょくそう）は、中華民国空軍の軍人。号は琮林。

## 経歴
1925年、雲南航空学校第1期卒業。国民党の北伐に参加。
1929年、中央陸軍軍官学校航空班飛行教官。
1929年11月26日、軍政部航空署航空第1隊（隊長：高在田）飛機師。
1930年7月15日、軍政部航空第1隊（隊長：張有谷）副隊長（中校）。
1930年12月15日、軍政部航空第1隊隊長。
1932年10月、中央航空学校教育処副処長。後に教育処長に昇進。
1933年7月18日、軍政部航空第2隊隊長（空軍少校上級）。
1935年9月7日、空軍中校。
1936年10月、空軍第8大隊長。1937年5月、航空委員会第2処（教育処）処長。
1939年5月、空軍軍士学校教育長。同年夏、轟炸総隊総隊長を兼任するが、軍士学校の業務により多忙であり、後に邢剷非が総隊長となった。
1940年7月19日、空軍上校。
1942年7月、陸軍大学特別班第5期卒業。
1943年2月、空軍第5路司令官。また雲南辺防副司令、雲南防空副司令兼任。
1946年9月、重慶の空軍第5軍区司令官。
1947年、西南空軍司令。
1948年9月22日、空軍少将。
国共内戦末期の1949年11月末、国庫金を輸送機で回収すべく重慶を訪れた呉嵩慶に家族も共に台湾へ連れていくよう頼み、1万ドルと引き換えに要求をのませた。台湾に脱出する直前、重慶白市驛機場の戦闘機4機と高等練習機6機を爆破した。
1957年4月、空軍総司令部諮議室主席諮議官。1958年5月15日、台湾警備総司令部副総司令（李立柏との2人制）。
1960年代に退役し、家族とともに渡米。大年三十（大晦日）の日、食卓で脳溢血で倒れ死去。

## 栄典
- 六等宝鼎勲章（中国語版） 1931年4月29日[25]
- 五等雲麾勲章（中国語版） 1937年1月1日[26]
- 三等空軍復興栄誉勲章 1943年10月10日[27]
- 五等宝鼎勲章（中国語版） 1944年8月13日[28]
- 忠勤勲章　1945年10月10日[29]
- 乾元勲章 1947年8月14日[30]